# 2020 en Libye
Chronologie de la Libye
- 2016
- 2017
- 2018
- 2019
- 2020
- 2021
- 2022
- 2023
- 2024

Cet article présente les faits marquants de l'année 2020 en Libye.

## Évènements
- 6 janvier : l'Armée nationale libyenne s'empare de la ville de Syrte.
- 12 février : résolution 2510 du Conseil de sécurité des Nations unies adoptée à l'unanimité. Elle appelle à un cessez-le-feu national en Libye et à l'application de l'embargo sur les armes en Libye[1]. Selon la résolution, le cessez-le-feu ne s'applique pas aux opérations militaires contre le gouvernement d'accord national et Khalifa Haftar.
- 1er avril : un navire de guerre des Forces navales turques lance des missiles aux positions de l'ANL près de la ville d'Ajaylat dans l'ouest de la Libye[réf. souhaitée].
- 10 avril : Le coordonnateur humanitaire des Nations unies pour la Libye condamne la coupure de l'approvisionnement en eau de la capitale Tripoli, après qu'un groupe armé s'est emparé d'un poste de contrôle du Grand fleuve artificiel. Le groupe armé utiliserait, semble-t-il, la coupure d'eau, qui touche deux millions de personnes, pour obtenir la libération des membres de la famille détenus[réf. souhaitée].
- 19 avril : Les Forces armées libyennes du GNA soutenues par la Turquie avancent sur la ville clé de Tarhuna dans le district de Murqub, capturant des dizaines de loyalistes de Khalifa Haftar et plusieurs véhicules après avoir envahi un camp militaire de l'armée nationale libyenne.[réf. souhaitée]
- 19 mai : Les forces du GNA soutenues par la Turquie s'emparent des villes de Badr et Tiji près de la frontière tunisienne.
- 26 mai : en Libye, le Commandement des États-Unis pour l'Afrique accuse la Russie d'avoir déployé des avions de chasse dans l'est de la Libye pour fournir un soutien aérien aux mercenaires russes alliés du maréchal Khalifa Haftar, qui cherche à renverser le gouvernement d'accord national (GNA) reconnu par l'ONU[2].
- 5 juin : fin de la bataille de Tripoli.
- 6 juin : début de l'offensive de Tripolitaine orientale, officiellement nommée Opération Chemins vers la victoire, lancée par le Gouvernement d'union nationale[3] lors de la deuxième guerre civile libyenne dans l'objectif de prendre la ville de Syrte et la base aérienne d'Al-Joufra.
- 10 juin : Incident maritime franco-turc. L'incident se déroule le 10 juin 2020 entre la marine turque et la marine française, à 200 km des côtes libyennes, dans le cadre de missions internationales pour faire respecter l'embargo sur les armes en Libye[4].
- 23 octobre : les parties en conflit en Libye signent un cessez-le-feu national et permanent, après cinq jours de discussions à Genève sous l'égide de l'ONU[5] .
- 12 novembre : deux embarcations transportant des migrants font naufrage au large des côtes libyennes. Les naufrages font plus de 100 morts et portent à plus de 900 le nombre de personnes noyées en Méditerranée en essayant d'atteindre l'Europe depuis le début de l’année, dont plus de la moitié au large de la Libye et de la Tunisie.